# 한흑구
한흑구(1909년 음력 6월 19일 ∼ 1979년 11월 7일)는 한국의 수필가이다. 본명은 세광(世光)이다.

## 생애
1909년 음력 6월 19일 평양 하수구리에서 아버지 한승곤과 어머니 박승복의 1남 3녀 중 독자로 태어났다.
1928년에 숭인상업학교(崇仁商業學校)를 졸업하고 보성전문학교(普成專門學校) 상과에 입학했으며, 1929년에 도미해 시카고 노스파크대학 영문학과에 입학했다. 이때 캐나다 여행을 다녔으며, 1930년 ≪우라키≫에 ‘쉬카고 한셰광’이라는 이름으로 ＜그러한 봄은 또 왔는가＞라는 시를, 이후 홍콩에서 발간되던 ≪대한민보≫에 시와 평론을 다수 발표하며 문학 활동을 시작했다. 이후 ≪동광≫에 시 ＜밤 전차 안에서＞, 번역시 ＜조선의 가을＞, 단편 소설 ＜호텔 콘＞, 평론 ＜미국 니그로 시인 연구＞ 등 다수를 발표했다. 1932년에는 필라델피아 템플대학 신문학과로 전학했다.
1934년에 모친이 위독해 귀국했는데, 이때 모친이 별세한다. 종합지 ≪태평양(太平壤)≫(1934)과 문예지 ≪백광(白光)≫을 창간 주재했으며, 동인지에 영시를 쓰고 필라델피아의 신문에 동양 시사평론을 기고했다. ＜어떤 젊은 예술가(藝術家)＞(1935)·＜사형제(四兄弟)＞(1936) 등 소설을 여럿 창작하고 시작과 번역·평론을 병행했다. 1937년에는 이화여전 출신의 방정분과 결혼했으며, 이듬해 장남 동웅이 출생했다.
1939년 흥사단 사건에 연루되어 1년 동안 투옥되었다. 이를 계기로 글을 거의 발표하지 않았으며, 시의 경우 1940년 6월 ≪시건설≫에 ＜동면＞을 마지막으로 발표하게 된다. 1940년에는 차남인 동명이 출생했다. 광복 후 1945년 월남해 수필 창작에 주력하면서 1948년에 서울에서 포항으로 거처를 옮겼으며, 이 무렵부터 ＜최근의 미국 문단＞(1947), ＜이마지스트의 시 운동＞·＜흑인 문학의 지위＞(1948), ＜윌터 휫트맨론(論)＞(1950) 등 미국 문학과 그에 대한 작가론으로서 평론을 발표했다. 흑인의 시를 번역하고 소개했다는 점에서 그의 평론 활동 역시 주목할 만하다.

## 수필 및 저서
수필로는 ＜하늘＞·＜바다＞·＜사랑＞(1949), ＜눈＞·＜보리＞(1955), ＜노년(老年)＞(1965), ＜갈매기＞(1969), ＜겨울 바다＞·＜석류(石榴)＞(1971), ＜들 밖에 벼 향기 드높을 때＞(1973), ＜흙＞(1974) 등 100여 편이 있다.
저서로는 선문사에서 출간한 ≪현대 미국 시선(現代美國詩選)≫(1949) 편역본이 있으며, 수필집 ≪동해 산문(東海散文)≫(1971)과 ≪인생 산문(人生散文)≫(1974)을 각각 일지사(一志社)에서 출간했다. 1958년부터 포항 수산초급대학의 교수로 재직하다가 1974년 같은 대학에서 정년 퇴임했다. 이후로도 꾸준히 수필을 발표했으며, 70세가 되던 해인 1979년 11월 7일에 타계했다.